# 羅森高原
羅森高原是南極洲的高原，位於莫菲特冰川和斯蒂高爾冰川之間，屬於毛德王后山脈的一部分，長24公里，海拔高度3,400米。
1928年至1930年由李察·柏德率领的美国南极探险队首次將該高原繪入地圖。其后在1960-1964年间美国地质调查局又據測量和空中照片將該高原繪入地圖。该高原得名自肯内特·罗森（Kennett L. Rawson），他是柏德南极探险队的捐助人及成员。

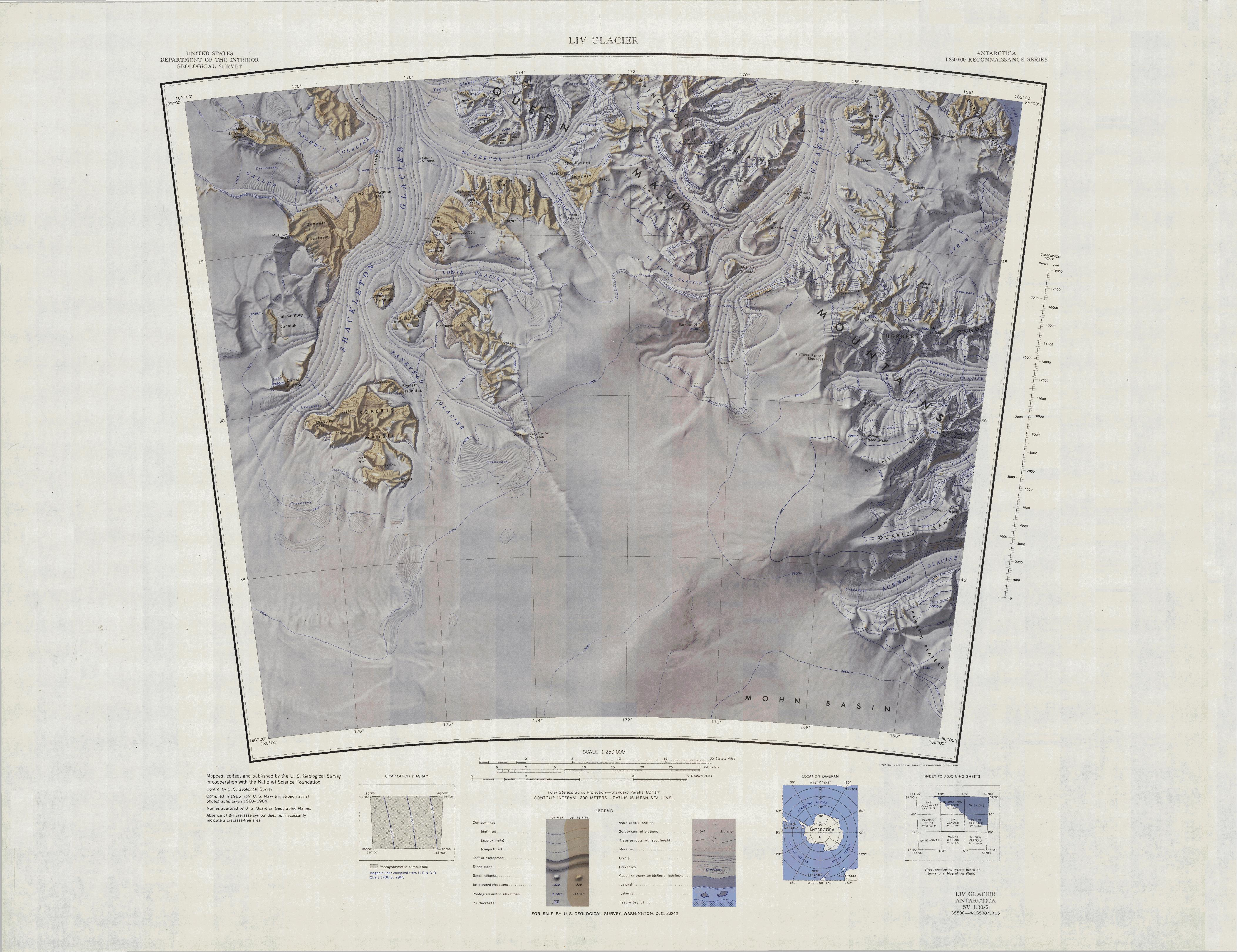
1965年绘制的地图，图中东南为罗森高原的西部
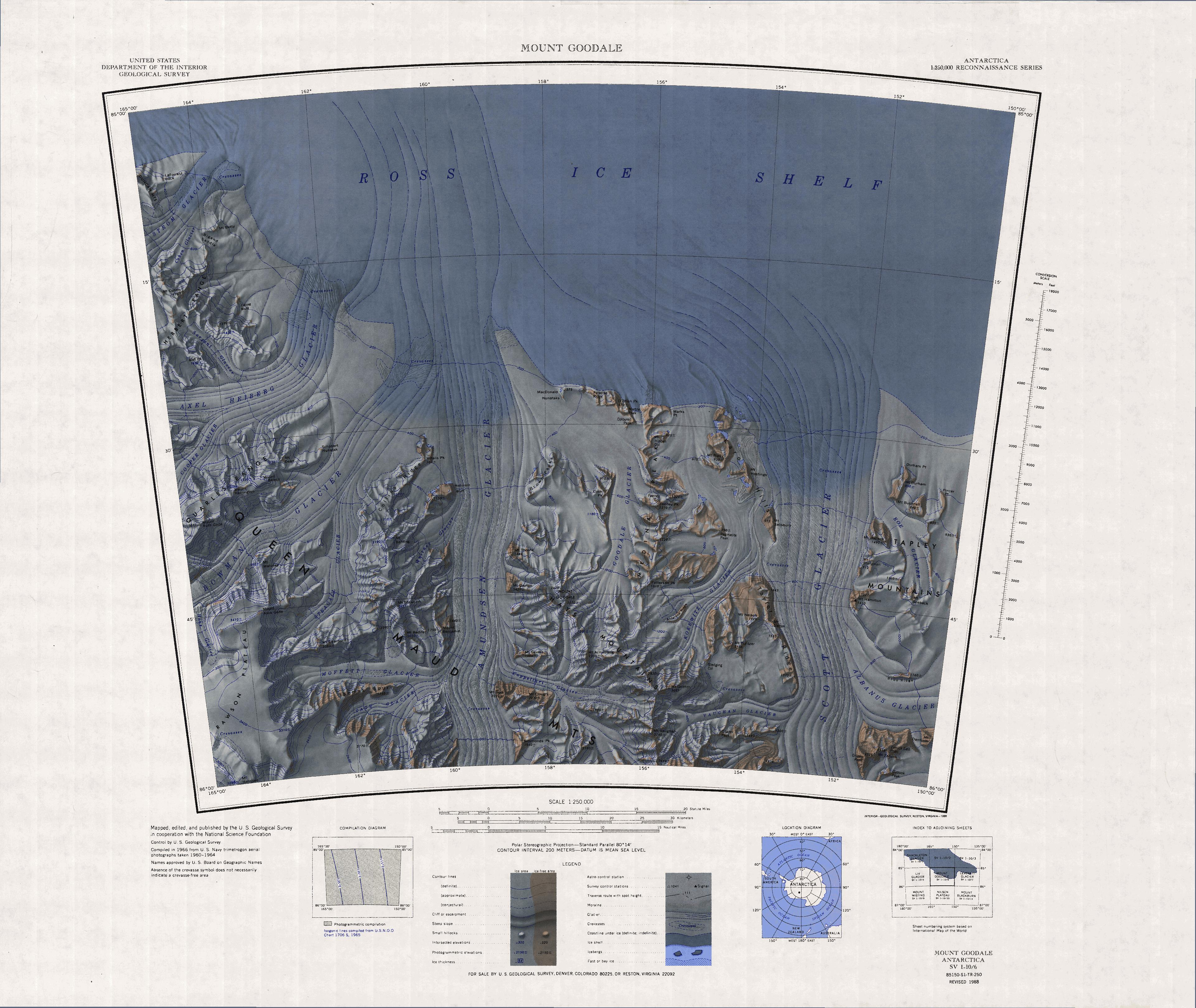
1966年绘制的地图，图中西南为罗森高原的东部
毛德王后山脉的全貌图，罗森高原位于其中央

## 相關
- 南極洲